# Exocoetus obtusirostris
El volador flecha, volador ñato o volador oceánico es la especie Exocoetus obtusirostris, un pez marino de la familia exocoétidos, que se distribuye por todo el sur del océano Pacífico desde Australia hasta Ecuador y Perú, por el este del Atlántico desde Azores y Madeira en el norte hasta Angola en el sur con algunos rezagados que llegan hasta Portugal y penetran en el mar Mediterráneo, también por el oeste del Atlántico desde Nueva Jersey y Florida hasta el norte del golfo de México, raro en las Antillas y vuelve a encontrarse en Brasil. No está claro si hay conectividad entre todas las distintas poblaciones y deberá ser comprobado.

## Anatomía
Con el cuerpo similar al de otros peces voladores de la familia, se ha descrito una captura de 24 cm, aunque la longitud máxima normal es de 20 cm.,

## Hábitat y biología
Es una especie nerítica-pelágica que vive en la superficie del agua, entre 0 y 20 metros de profundidad, de comportamiento oceanódromo, vivendo tanto cerca como lejos de la costa. Capaz de saltar fuera del agua y planear largas distancias sobre la superficie.